# École des sous-officiers de l'armée de l'air (Tunisie)
Pour les articles homonymes, voir École des sous-officiers.
L’École des sous-officiers de l'armée de l'air est un établissement tunisien d’instruction militaire chargé de former les élèves sous-officiers de l'armée de l'air tunisienne, des directions et des organes centraux du ministère de la Défense, en leur prodiguant les connaissances et le savoir-faire fondamental, leur permettant l’intégration dans la vie militaire.